# Elisabeth Grümmer
Elisabeth Grümmer, nascuda Elisabeth Schilz (Yutz, Mosel·la, 31 de març de 1911 - Warendorf, Westfalia, 6 de novembre de 1986), fou una soprano lírica alemanya. Ha estat descrita com una cantant amb una elegant musicalitat, una sinceritat de cor càlid i una veu d'una bellesa excepcional. Les seves interpretacions en papers de Mozart, Richard Wagner i Richard Strauss són vistes com a referencials, especialment Elsa, de Lohengrin, Elisabeth, de Tannhäuser, Eva, d'Els mestres cantaires de Nuremberg, Donna Anna, de Don Giovanni, i Agatha, de Der Freischütz.

## Activitat professional
Després d'estudiar a Aquisgrà, debutà al 1940 amb Parsifal, reclamada per Herbert von Karajan i, poc després, en el paper d'Octavian a El cavaller de la rosa, de Richard Strauss. Va pertànyer a l'Òpera de Berlín des de 1946 i fins al 1972. Com a membre de'aquesta companyia representà diversos papers en òperes de von Weber, Verdi, Wagner i Mozart.
Posteriorment amplià la seva activitat i es donà a conèixer en els principals teatres europeus –Covent Garden, el Met, el Teatro Colón i les Òperes estatals de Múnic, Viena i Hamburg, per exemple–, així com en els festivals de Salzburg (1954-1961) i de Bayreuth (1957-1959). També actuà a La Scala, amb Furtwängler, en el rol d'Eva, en Els mestres cantaires de Nuremberg el 1952, i en el Maggio Musical Fiorentino. en el paper de Fiordiligi, a Così fan tutte. El 1957, interrpretà a la Metropolitan Opera House, de Nova York, el paper d'Elsa, de Lohengrin.
Participà el 1954 en la versió cinematogràfica de Don Giovanni, amb direcció musical de W. Furtwängler i direcció escènica de Paul Czinner. Elisabeth Grümmer també va cultivar el repertori italià (Otello o La Bohème) i participà en el Peer Gynt, de Werner Egk.
En la tradició de Maria Müller, ella representa una forma de belcanto absoluto alemany. Ensems mezzo-soprano i soprano, Elisabeth Grümmer elegi cantar tan sols un nombre limitat de papers, la majoria de les vegades en alemany. A més d'actuar com a cantant de teatre, Elisabeth Grümmer també actuà en concerts i recitals dedicats a altres tipus d'obres vocals, passions, cantates i lieder. També enregistrà una sèrie d'obres per a la producció discogràfica.